# Walnut Grove (Tennessee)
Walnut Grove és una població dels Estats Units a l'estat de Tennessee. Segons el cens del 2000 tenia 677 habitants.

## Demografia
Segons el cens del 2000, Walnut Grove tenia 677 habitants, 241 habitatges, i 200 famílies. La densitat de població era de 78 habitants/km².
Dels 241 habitatges en un 33,6% hi vivien nens de menys de 18 anys, en un 75,1% hi vivien parelles casades, en un 6,2% dones solteres, i en un 17% no eren unitats familiars. En el 13,3% dels habitatges hi vivien persones soles el 6,2% de les quals corresponia a persones de 65 anys o més que vivien soles. El nombre mitjà de persones vivint en cada habitatge era de 2,81 i el nombre mitjà de persones que vivien en cada família era de 3,09.
Per edats la població es repartia de la següent manera: un 21,9% tenia menys de 18 anys, un 10,2% entre 18 i 24, un 30,3% entre 25 i 44, un 27,8% de 45 a 60 i un 9,9% 65 anys o més.
L'edat mediana era de 38 anys. Per cada 100 dones de 18 o més anys hi havia 105 homes.
La renda mediana per habitatge era de 48.906 $ i la renda mediana per família de 57.321 $. Els homes tenien una renda mediana de 37.339 $ mentre que les dones 15.625 $. La renda per capita de la població era de 15.680 $. Entorn del 9,2% de les famílies i el 9,8% de la població estaven per davall del llindar de pobresa.

## Poblacions més properes
El següent diagrama mostra les poblacions més properes.